# Regierung Menzies I
Die Regierung Menzies I regierte Australien vom 26. April 1939 bis zum 14. März 1940. Es handelte sich um eine Koalitionsregierung der United Australia Party und der Country Party.
Die Vorgängerregierung war ebenfalls eine Koalition von United Australia Party und County Party unter Premierminister Lyons, der am 7. April 1939 verstarb. Der Vorsitzenden der Country Party, Earle Page, wurde Premierminister einer geschäftsführenden Regierung, bis die United Australia Party ihren neuen Vorsitzenden bestimmt hatte. Als Robert Menzies, kein Freund der Country Party, neuer Vorsitzender der United Australia Party wurde, versuchte Page diesen in einer Parlamentsrede zu diskreditieren. Er warf Menzies, der sich im Ersten Weltkrieg nicht als Freiwilliger gemeldet hatte, Feigheit vor und beschuldigte Menzies, durch Illoyalität zum frühen Tod von Lyons beigetragen zu haben. Die australische Öffentlichkeit reagierte empört auf Pages Vorwürfe. Menzies bildete eine Regierung nur mit Ministern der United Australia Party, die von der Country Party toleriert wurde, Page musste als Vorsitzender der Country Party zurücktreten. Am 14. März 1940 trat die Country Party unter ihrem neuen Vorsitzenden Archie Cameron der Regierung bei.

## Ministerliste
| Amt                                                                                    | Minister            | Amtszeit                           | Bild |
| -------------------------------------------------------------------------------------- | ------------------- | ---------------------------------- | ---- |
| Premierminister                                                                        | Robert Menzies      | 26. April 1939 – 14. März 1940     |      |
| Schatzminister                                                                         | Robert Menzies      | 26. April 1939 – 14. März 1940     |      |
| Generalstaatsanwalt                                                                    | Billy Hughes        | 26. April 1939 – 14. März 1940     |      |
| Industrieminister                                                                      | Billy Hughes        | 26. April 1939 – 14. März 1940     |      |
| Minister für Versorgung und Entwicklung                                                | Richard Casey       | 26. April 1939 – 26. Januar 1940   |      |
| Minister für Versorgung und Entwicklung                                                | Frederick Stewart   | 26. Januar 1940 – 14. März 1940    |      |
| Verteidigungsminister                                                                  | Geoffrey Street     | 26. April 1939 – 13. November 1939 |      |
| Armeeminister                                                                          | Geoffrey Street     | 13. November 1939 – 14. März 1940  |      |
| Minister für die Koordination der Verteidigung                                         | Robert Menzies      | 13. November 1939 – 14. März 1940  |      |
| Außenminister                                                                          | Henry Somer Gullett | 26. April 1939 – 14. März 1940     |      |
| Informationsminister                                                                   | Henry Somer Gullett | 12. September 1939 – 14. März 1940 |      |
| Wirtschaftsminister                                                                    | George McLeay       | 26. April 1939 – 14. März 1940     |      |
| Innenminister                                                                          | Harry Foll          | 26. April 1939 – 14. März 1940     |      |
| Generalpostmeister                                                                     | Eric Harrison       | 26. April 1939 – 14. März 1940     |      |
| Minister für Repatriierung                                                             | Eric Harrison       | 26. April 1939 – 14. März 1940     |      |
| Minister für Handel und Zölle                                                          | John Lawson         | 26. April 1939 – 23. Februar 1940  |      |
| Minister für Handel und Zölle                                                          | Robert Menzies      | 23. Februar 1940 – 14. März 1940   |      |
| Gesundheitsminister                                                                    | Frederick Stewart   | 26. Januar 1940 – 14. März 1940    |      |
| Sozialminister                                                                         | Frederick Stewart   | 26. Januar 1940 – 14. März 1940    |      |
| Marineminister                                                                         | Frederick Stewart   | 13. November 1939 – 14. März 1940  |      |
| Minister für die Luftwaffe                                                             | James Fairbairn     | 13. November 1939 – 14. März 1940  |      |
| Minister für Luftfahrt                                                                 | James Fairbairn     | 26. April 1939 – 14. März 1940     |      |
| Vizepräsident des Executive Council                                                    | James Fairbairn     | 26. April 1939 – 26. Januar 1940   |      |
| Vizepräsident des Executive Council                                                    | Percy Spender       | 26. Januar 1940 – 14. März 1940    |      |
|                                                                                        |                     |                                    |      |
| Minister ohne Portfolio zuständig für die Außenterritorien                             | John Perkins        | 26. April 1939 – 14. März 1940     |      |
| Minister ohne Portfolio zuständig für Veteranenunterkünfte                             | Herbert Collett     | 26. April 1939 – 14. März 1940     |      |
| Minister ohne Portfolio zur Unterstützung des Schatzministers                          | Percy Spender       | 26. April 1939 – 3. November 1939  |      |
| Minister ohne Portfolio zur Unterstützung des Ministers für Versorgung und Entwicklung | Harold Holt         | 26. April 1939 – 14. März 1940     |      |
| Minister ohne Portfolio zur Unterstützung des Ministers für Handel und Zölle           | Harold Holt         | 22. Februar 1940 – 14. März 1940   |      |
| Minister ohne Portfolio zur Unterstützung des Wirtschaftsministers                     | Philip McBride      | 26. April 1939 – 14. März 1940     |      |